# نصف‌النهار ۵۲ درجه شرقی
نصف‌النهار ۵۲ درجه شرقی ۵۲مین نصف‌النهار شرقی از گرینویچ است که از لحاظ زمانی ۳ساعت و ۲۸دقیقه با گرینویچ اختلاف زمانی دارد.
این نصف‌النهار از قطب شمال شروع و از مناطق زیر گذشته و به قطب جنوب ختم می‌شود.
- روسیه
- اقیانوس هند
- ایران